# Trofeo Sant'Agata

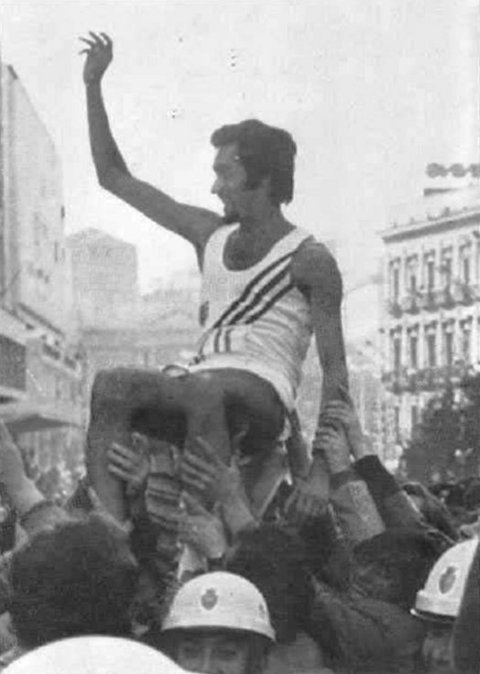
Giuseppe Ardizzone, vincitore del Trofeo Sant'Agata del 1972

Il Trofeo Sant'Agata è una gara podistica internazionale che ha luogo a Catania nel corso dei festeggiamenti annuali alla santa patrona. Si svolge su un circuito ricavato nelle strade del centro storico il pomeriggio del 3 febbraio.

## Storia
(Alfredo Berra  «La Gazzetta dello Sport» 4 febbraio 1969)
L'idea del Trofeo Sant'Agata venne a Marco Mannisi, scomparso il 30 novembre 2018, subito affiancato da Ignazio Marcoccio e Giuseppe Iuppa, presidente della Libertas Catania. La podistica, affacciatasi timidamente alla ribalta nel 1960, si è sempre disputata il 3 febbraio, il primo giorno dei festeggiamenti in onore della Santa Patrona di Catania, tranne nel 1975, allora si gareggiò il 5, il giorno della festa e nel 2010, anticipata alla domenica precedente la solennità religiosa, il 31 gennaio. Nel 2011 la corsa è slittata a "Sant'Aita di menzaustu", il 17 agosto, la ricorrenza dell'885º anniversario del ritorno in patria delle Reliquie di S. Agata da Costantinopoli. Le celebrazioni più antiche nel tempo risalgono proprio al 17 agosto del 1126, quando le spoglie della Santa, trafugate nel 1040 dal generale bizantino Giorgio Maniace, furono riportate a Catania dai soldati Gilberto e Goselmo della corte di Costantinopoli dopo un esilio durato 86 anni.
Mannisi s'ispirò al vecchio Giro di Catania che nel 1908 avviò a Catania l'attività podistica su strada, intrapresa a Palermo un anno prima. Il pioniere fu il palermitano Giovanni Blanchet che vinse nel 1908 e nel 1909. La partenza e l'arrivo erano fissati in piazza Giovanni Verga, allora piazza dell'Esposizione. Il terzo giro podistico si corse nel 1925 con partenza dal piazzale della Villa Bellini. Un altro salto di 26 anni e si riparlò di una corsa solo nel 1951, in occasione del 17º centenario del martirio di Agata.
Il successo registrato nel 1951 (in piazza Duomo si affermò Egilberto Martufi, che vincerà il titolo italiano di maratona nel 1952) diede il pungolo per far risorgere questa podistica quale "Coppa di S. Agata". Così, in una breve cronaca dello sport, si leggeva sul quotidiano La Sicilia di Catania il 4 febbraio 1960: «Il giro podistico di Catania per l'assegnazione della 1ª Coppa S. Agata, disputatosi ieri sera, è stato vinto con netto distacco da Tommaso Assi dell'Assicurazioni Generali Palermo». Dal 1960 al 1965 la gara venne disputata in notturna, partendo da piazza Duomo e salendo per via Plebiscito attraverso i quartieri popolari, poi il percorso si allungava verso la Catania bene per ritornare in piazza Duomo, lasciando alle spalle la "Civita", un altro quartiere caratteristico. Il vincitore del 1960 Tommaso Assi di Trani fece il bis con le Fiamme Oro di Bari nel 1961, quando la corsa si trasformò da regionale in nazionale. Dopo la vittoria nel 1962 del messinese Stefano Bucolo che correva con la Falconi Novara, ecco nel 1963 il primo atleta di Catania, Elio Sicari, con sei presenze in nazionale. Solo un altro catanese riuscirà in questi 47 anni nell'ardua impresa di vincere sulle strade di casa, Giuseppe Ardizzone nel 1972. Il piccolo maratoneta sardo Antonio Ambu, alfiere del fondo azzurro, dominò per un triennio (1964, 1965, 1967) e con sei partecipazioni, l'ultima nel 1970, divenne il beniamino dei catanesi.
Nel 1966 la settima edizione del Trofeo S. Agata cambiò totalmente fisionomia. Sbarcarono gli stranieri e si gareggiò nel centro storico il pomeriggio, su un circuito da ripetere cinque volte con partenza e arrivo in Corso Sicilia, passando per piazza Duomo. Lo scozzese Fergus Murray ebbe la meglio sul connazionale Bruce Tulloh e il caparbio Ambu che si prenderà la rivincita su Murray nel 1967. In quell'anno il percorso venne fissato con partenza da corso Sicilia, poi via Ventimiglia, via Antonino di Sangiuliano, via Etnea, chiamata "a strada ritta", e ritorno in Corso Sicilia, prima su sei giri e dal 1969 su sette per un totale di km 11,450. Il circuito si è dipanato con quest'ultimo cambiamento per ben 33 edizioni.
Nel 1968 la podistica non si disputò per il terremoto nel Belice, le altre tre interruzioni furono nel 1991 per la guerra nel Golfo Persico, nel 1993 per la mancata concessione dei contributi e nel 2007 in segno di lutto per l'uccisione dell'ispettore di polizia Filippo Raciti, avvenuta il 2 febbraio, la vigilia della gara, negli scontri scoppiati nella piazza Spedini tra le forze dell'ordine e gli ultras catanesi dopo la partita di calcio Catania-Palermo allo Stadio Massimino.
Nel 1969 vinse il corridore croato di Vela Luka, Nedo Farčić e Alfredo Berra così scriveva in prima pagina su La Gazzetta dello Sport il 4 febbraio di quell'anno: «Più corrida che mai la corsa della Patrona di Catania. Tutta la gara si è svolta sfidando la legge dell'impenetrabilità dei corpi, tanta era la calca in corso Sicilia, rigorosamente privo di transenne. I vigili urbani motociclisti sfrecciavano davanti agli atleti, così la gente si scansava. Neil Allen, inviato del "Times", il quotidiano di Londra, si sbellicava dalle risate. "Fantastico, esclamava ogni momento, miracolo di Sant'Agata. Meraviglioso!"».
Nel 1970 s'impose l'inglese Mike Baxter con Ardizzone terzo sull'avellinese Giuseppe Cindolo e Franco Arese. Nel 1971 Arese batté un altro inglese, Mike Freary, terzo fu Cindolo davanti al siepista Umberto Risi e al tunisino Mohamed Gammoudi (l'olimpionico di Città del Messico 1968 nei 5000 metri). Il 1971 sarà la stagione d'oro di Arese, primatista italiano degli 800, 1000, 1500, miglio, 2000, 3000, 5000 e 10000 metri piani negli anni 1966-1971 e campione europeo sui 1500 m a Helsinki in agosto. Nel 1972 vinse Giuseppe Ardizzone, uno dei più grandi talenti che la Sicilia abbia avuto. Ardizzone, proiettato in aria da mille mani, si liberò dalla morsa degli spettatori esultanti, rifugiandosi in un garage. Finito l'assedio, il C.T. Bruno Cacchi lo portò via in una Cinquecento. Il tunisino Abdelkader Zaddem vinse per tre edizioni di seguito (1973, 1974, 1975). Nel 1975 Luigi Zarcone, il campione di Villabate scomparso il 9 giugno 2001 prima di compiere 51 anni, tentò un disperato aggancio a Zaddem nel rettilineo finale e giunse secondo, battendo l'altro big Cindolo.
Nell'albo d'oro un altro personaggio caro ai catanesi, Franco Fava. L'atleta di Roccasecca nel 1976, terzo nella Corrida Internacional de São Silvestre di San Paolo in Brasile a fine d'anno, vinse la "corrida" agatina a tempo di record (32'57"3). Giunsero dietro di lui il russo Nikolay Puklakov, Zaddem e Zarcone. Nel 1977 Fava, avviato verso la sua seconda affermazione, si fermò per un attacco di tachicardia e Ivan Parlui ebbe via libera, instaurando una serie di vittorie dei sovietici che sarebbe durata per otto anni di fila. Zarcone finì secondo, precedendo Fava e Zaddem, eterno piazzato sarà ancora terzo nel 1979 dopo il lituano Aleksandr Antipov e l'estone Enn Sellik. Nel 1978 per la prima volta furono di scena le donne e Margherita Gargano di Bagheria vinse sui tre giri (km 4,907) in 15'43", contro i 15'48" della finlandese Tijnela Silika. I sovietici vinsero sulle strade cittadine con Aleksandr Antipov (1978, 1979, 1980), Valerij Abramov (1981, 1982, 1983), Viktor Chumakov (1984). Il primo fu una sorpresa nel 1978 ai danni del russo Leonid Moseev e del favorito Sellik. Al suo tris, nel 1980, fissò il primato della corsa (32'40"5) davanti al bielorusso Aleksandr Fedotkin e Abramov. Ci fu poi la tripletta del russo Abramov, che sconfisse, nel 1981, Antonio Erotavo, con Fava settimo, nel 1982 Venanzio Ortis e nel 1983 Salvatore Antibo. Nel 1984 la folla era tutta per lui, ma l'allievo di Gaspare Polizzi venne beffato negli ultimi metri dal bielorusso Chumakov, anche se la spuntò su Abramov per il secondo posto.
Nel 1985 il riscatto di Antibo che in coppia con il catanese Salvatore Nicosia ruppe il lungo digiuno degli azzurri. L'atleta di Altofonte tagliò per primo il traguardo a braccia alzate, seguito a sette secondi da Nicosia, terzo Alex Hagelsteens. Al forte belga non sfuggì la vittoria nel 1986, ai posti d'onore l'inglese Tim Hutchings e Nicosia. Il britannico della contea di Somerset, Jack Buckner, campione europeo a Stoccarda 1986 sui 5000 m, prevalse nel 1987 su Antonio Rapisarda di Belpasso, divenuto cittadino francese. Antibo nel suo triennio d'oro vinse nel 1988 e 1989 e fu secondo, nel 1990, battuto dall'argentino Antonio Silio, fallendo il poker mai raggiunto da alcuno. Il palermitano più amato dai catanesi, medaglia d'argento ai Seul 1988 sui 10000 m, nel 1990 conquisterà due ori agli Europei di Spalato con la storica doppietta 5000/10000 m. Il ruandese Mathias Ntawulikura, di stanza a Siena, si affermò in due edizioni: nel 1992 con il nuovo record della corsa (32'29"5), terzo il mistrettese Vincenzo Modica, quarto Rapisarda; nel 1994 staccando Silio, ancora Modica e Francesco Bennici di Mazzarino.
Nel 1995 bis di Silio, oriundo veneto, che bruciò il marocchino Brahim Boutayeb, l'oro dei Giochi olimpici di Seul 1988 nei 10000 m. Seconda apparizione delle donne e sul traguardo di corso Sicilia giunsero appaiate la romena Cristina Misaros e la torinese Flavia Gaviglio, 15'40" per entrambe sui km 4,907 (tre giri). Nel 1996 sesto successo di un africano al Sant'Agata con l'etiope Worku Bikila, erede dell'eroe leggendario Abebe Bikila. Vincenzo Modica, il nuovo beniamino dei catanesi, giunse con un ritardo di appena tre secondi. I successivi sei anni sono stati sotto il segno del Kenya. Giunse la doppietta del keniano Hillary Korir: nel 1997 davanti al compagno Richard Kosgei e Modica, ormai l'idolo locale, ancora terzo; nel 1998 podio tutto targato Kenya, con Korir a eguagliare perfettamente al decimo (32'29"5) il primato della corsa agatina stabilito da Ntawulikura nel 1992. Nel 1999 vinse Paul Tergat, sconfiggendo gli azzurri Stefano Baldini e Danilo Goffi, con Korir quarto. Nel 2000 Tergat sul filo venne beffato curiosamente dal suo scudiero David Chelule. Nel 2001 replica di Tergat, l'uomo di Kabarnet precedette David Makori e nuovamente Baldini, quinto Bennici e sesto Modica. Fatto curioso: si scoprirà dopo un bel pezzo che Makori aveva corso con il nome di Antony Korir. Nel 2002 un podio tutto keniano con vincitore Benson Barus, ai posti d'onore Philip Manyim e Philemon Kipkering Metto, quarto Baldini. Nel 2003 il biondo ucraino Serhij Lebid' ruppe l'egemonia dell'Africa, mettendo in fila i keniani Kipkering Metto, Benson Barus e Robert Sigei, 14º Baldini.
La "corrida" ha cambiato ancora fisionomia nel 2004, alla quarantaduesima edizione, con l'organizzazione passata dalla Libertas Catania allo Sport Club Catania e si è rituffata nel centro barocco della città, spostando il traguardo da Corso Sicilia a piazza dell'Università con il passaggio in piazza Duomo e poi via Vittorio Emanuele, piazza Cutelli, via Mons. Ventimiglia, via Antonino di Sangiuliano, via Etnea. Nel nuovo percorso, tracciato da Franco Bandieramonte su proposta dell'Assessore allo Sport Nino Strano, per valorizzare la nuova piazza Università con il simbolo di Catania 'u liotru sul fondo stradale in pietra lavica al centro della partenza e arrivo, il Sant'Agata è stato vinto ancora da un keniano, Martin Lel, sconfitti Barus e Tergat. Dopo il 1978 e il 1995, nel 2004 sono ricomparse per la terza volta le donne e sui tre giri (5,500 km) netta affermazione di Anna Incerti, reduce dal titolo italiano di maratona a Firenze 2003, con il tempo di 17'32", un'altra bagherese come la Gargano e anche lei sarà olimpica, a Pechino 2008 nella maratona. 
Doppietta di Barus nel 2005, di casa sulle nostre strade e terzo Vincenzo Modica, per la quinta volta sul podio. Nel 2006 vittoria del qatariota Mubarak Hassan Shami su Lebid a tre anni dal suo successo. Saltato il 2007, nell'edizione del 2008 Stefano Baldini, campione olimpico di maratona ad Atene 2004, ha vinto in piazza Università. Alle spalle di Baldini l'ugandese Wilson Kipkemei Busienei e quattro keniani. Undicesimo Modica alla sua quattordicesima partecipazione, un record sia di presenze che di piazzamenti: l'allievo di Tommaso Ticali si è classificato per dieci volte tra i primi dieci atleti. Nel 2009 tutti si aspettavano la seconda vittoria di Baldini, alla sua sesta partecipazione, invece la gara si è chiusa a parti invertite rispetto all'anno prima nel segno del Kenya con i quattro kenioti in gara ai primi quattro posti. Wilson Kiprop, 22 anni, quarto nel 2008, ha battuto in una volata serrata il veterano Paul Malakwen Kosgei, tempo per entrambi 33'17" sugli 11,600 km (otto giri di 1450 metri ciascuno). Al terzo posto il ventenne Titus Masai (33'21") e quarto Daniel Limo (33'53"). 
La festa di fede e di popolo in onore della Santa Patrona a Catania è iniziata nel 2010 la domenica 31 gennaio, in anticipo sulla data tradizionale del 3 febbraio. Una formula inconsueta anche per la presenza in contemporanea degli atleti amatori di tutte le età, per l'assegnazione del 1º Palio delle Municipalità che ha visto trecento ragazzini in gara. La vittoria è andata al 24enne pisano Daniele Meucci e il Sant'Agata parla così di nuovo italiano con appena un anno di pausa. Il ruandese Jean Baptiste Simukeka da sprovveduto fa una lunga volata dai "Quattro Canti", il punto più suggestivo della Catania settecentesca, al traguardo, si sente il vincitore per un attimo e rimane smarrito quando un giudice gli indica che deve percorrere ancora un altro giro, più saggi rimangono appena dietro di lui Meucci con gli altri due atleti africani, l'ugandese Wilson Kipkemei Busienei e il keniano Edward Kiptanui Too. Vittoria finale per l'alfiere dell'Esercito che batte allo sprint in piazza dell'Università Busienei, secondo pure nel 2008, 34'48" e 34'49" i tempi dei due atleti e l'ultimo in 4'00". Sul gradino più basso del podio Too (34'59"), quarto Simukeka (35'00") che precede Francesco Bennici (35'35").
Il 3 febbraio 2023, dopo dodici anni dall'ultima edizione, la gara viene nuovamente disputata.
Il primato per nazioni appartiene alla pari all'Italia con dieci successi sulle quarantadue edizioni disputate, partendo dal 1966, quando il giro podistico è divenuto internazionale. Dietro, terza in classifica, l'ex Unione Sovietica con otto vittorie consecutive dal 1977 al 1984. Gli azzurri hanno vinto con Antonio Ambu (1967), Franco Arese (1971), Giuseppe Ardizzone (1972), Franco Fava (1976), Salvatore Antibo (1985, 1988, 1989), Stefano Baldini (2008) e Daniele Meucci (2010).

## Albo d'oro
- 1960 - Tommaso Assi
- 1961 - Tommaso Assi
- 1962 - Stefano Bucolo
- 1963 - Elio Sicari
- 1964 - Antonio Ambu
- 1965 - Antonio Ambu
- 1966 - Ferguson Murray (prima edizione internazionale)
- 1967 - Antonio Ambu
- 1968 - non disputato
- 1969 - Nedo Farčić
- 1970 - Mike Baxter
- 1971 - Franco Arese
- 1972 - Giuseppe Ardizzone
- 1973 - Abdelkader Zaddem
- 1974 - Abdelkader Zaddem
- 1975 - Abdelkader Zaddem
- 1976 - Franco Fava
- 1977 - Ivan Parlui
- 1978 - Aleksandras Antipovas
- 1979 - Aleksandras Antipovas
- 1980 - Aleksandras Antipovas
- 1981 - Valerij Abramov
- 1982 - Valerij Abramov
- 1983 - Valerij Abramov
- 1984 - Viktor Chumakov
- 1985 - Salvatore Antibo
- 1986 - Alex Hagelsteens
- 1987 - Jack Buckner
- 1988 - Salvatore Antibo
- 1989 - Salvatore Antibo
- 1990 - Antonio Silio
- 1991 - non disputato
- 1992 - Mathias Ntawulikura
- 1993 - non disputato
- 1994 - Mathias Ntawulikura
- 1995 - Antonio Silio
- 1996 - Worku Bikila
- 1997 - Hillary Korir
- 1998 - Hillary Korir
- 1999 - Paul Tergat
- 2000 - David Chelule
- 2001 - Paul Tergat
- 2002 - Benson Barus
- 2003 - Serhij Lebid'
- 2004 - Martin Lel
- 2005 - Benson Barus
- 2006 - Mubarak Hassan Shami
- 2007 - non disputato
- 2008 - Stefano Baldini
- 2009 - Wilson Kiprop
- 2010 - Daniele Meucci
- 2011 - Josphat Kipkoech Bett
- 2012 - non disputato
- 2023 - Osama Zoghlami
- 2024 - Pietro Riva